# Sever de Novempopulanie
Pour les articles homonymes, voir Severus et Saint Sever.
Ne doit pas être confondu avec Sever de Rustan.
Saint Sever, l'un des saints Sever, est un des évangélisateurs de la Novempopulanie, mort en martyr vers 407.

## Présentation
C'est un saint des Églises chrétiennes, qu'il ne faut pas le confondre avec les nombreux autres « saint Sever » ou « saint Sévère ». Son nom latin est « sanctus Severus ». Son nom se prononce « saint Sevé » dans la partie méridionnale de la France, contrairement à Saint-Sever dans le Nord. Sa fête, initialement célébrée le 1er novembre, signe d'une grande antiquité, est repoussée au 3 novembre par l'instauration de la fête de la Toussaint au IXe siècle et de la fête des morts au XIe siècle. Elle est confirmée par la bulle du Pape Clément V à Gaillard, abbé de Saint-Sever de 1307 à 1312.

## Biographie
Selon les sources, Sever est un Vandale, petit-fils de Genséric et neveu du roi Hunéric. Premier dans l'ordre de succession au trône, il est écarté du pouvoir et banni par le roi en raison de sa conversion au christianisme. Cette conversion, il la doit à sa tante Eudonie et au disciple du pape Séverus qu'il vénère. Il se choisira comme nom de baptême ce même nom de Séverus (ou Sever) en raison de cette dévotion.
Selon une autre source, il serait un légionnaire goth, « scythe » selon sa Vie,  et catholique, issu d'une famille importante qui avait participé à la migration vers l'ouest de l'Empire romain des peuples goths.
Il part de Carthage pour Jérusalem avec ses compagnons Girons (ou Géronce), Justin, Clair, Babil (ou Crépin), Jean, Polycarpe. De là, ils gagnent tous Rome pour y rencontrer le Pape et apprendre de lui la bonne parole. Après plusieurs mois, le Pape les juge digne du sacerdoce et les envoie évangéliser la Novempopulanie, où les Wisigoths partisans d'Arius persécutent les Chrétiens. Il désigne Sever comme le chef de l'expédition et sacre saint Clair évêque, en raison de son plus grand mérite.
Les sept compagnons naviguent en Méditerranée et débarquent au port d'Agde, en Narbonnaise. Ils se dirigent vers Toulouse, d'où ils se séparent : Clair vers le nord, Girons part vers le sud, Sever vers l'ouest. Ce dernier gagne l'Aquitaine, porteur des reliques de Saint-Saturnin, qu'il laisse à Sos. Ses prêches attirent les foules et il fonde des chapelles qu'il consacre aux enfants martyrisés à Cyrice, à l'origine de Saint-Cricq-Villeneuve, Saint-Cricq-du-Gave, Saint-Cricq-Chalosse.
La prédication de Sever gagne de l'importance et le gouverneur du « castra romanum » du Palestrion reçoit l'ordre de l'arrêter. La fille du gouverneur étant malade, ce dernier demande à Sever de la soigner. Comme il obtient satisfaction, il se convertit au christianisme et place Sever et ses compagnons sous sa protection. Lorsque le roi Wisigoth l'apprend, sa colère se déchaîne et il se lance avec ses troupes sur le Palestrion, où il écrase la troupe des fidèles et fait décapiter Sever en 407 sur la côte de Brille.
Selon son hagiographie, Sever devient céphalophore : à peine décapité, il prend sa tête entre ses mains et se met en marche vers une colline voisine, où sera bâtie en son honneur l'abbaye de Saint-Sever, qui donnera naissance à la ville du même nom. À l'annonce de la mort de Sever, Géronce et Clair se réunissent et Géronce reprend la tête du mouvement. Il est lui-même martyrisé près d'Hagetmau.
Selon d'autres sources, en 445, Sever est le capitaine et médecin du Palestrion. Il a contribué à la conversion de nombreux Goths. Et lors de l'attaque du château du Palestrion par le roi des vandales Genséric (ou Geiséric), il est tué. Le comte Sébastien reçoit alors le commandement de la place en 450, où il fit construire une chapelle sur la tombe de Sever avant de quitter la Gaule.

## Postérité
Dès le VIIe siècle, une première église est bâtie par les bénédictins comme un écrin autour du tombeau de saint Sever et de la fontaine miraculeuse, visible sous le chœur actuel. Le monastère devient l'abbaye de Saint-Sever, autour de laquelle s'établit la future ville de Saint-Sever. Ce sanctuaire marque une étape importante sur la voie limousine du chemin de Saint-Jacques-de-Compostelle.
Au XIIe siècle, pendant une famine, les reliques du saint sont échangées contre des céréales avec la ville de Jaca du royaume d'Aragon. Elles passent dans les mains de l'église Sainte-Eulalie de Bordeaux, qui les restitue à l'abbaye de Saint-Sever en 1875.

## Légende
Un affrontement a eu lieu vers 982 ou 983 lors de la bataille de Taller entre les Vikings débarqués à Capbreton et les troupes du duc Guillaume Sanche de Gascogne. Avant d'aller à la rencontre de ses ennemis, le duc se serait recueilli sur la tombe de Sever. La bataille tourne au début à l'avantage des Vikings, moins nombreux mais meilleurs tacticiens. Apparaît alors un chevalier inconnu vêtu de blanc, sans arme et croix à la main, haranguant les troupes gasconnes en déroute. Subjugués, les soldats retournent au combat et remportent la victoire. Lorsque Guillaume Sanche cherche ce mystérieux soldat à l'armure étincelante parmi les survivants et les morts, il ne le retrouve pas. C'était saint Sever. La gloire du saint devient immense et le monastère qui abrite ses reliques, très puissant.

## Galerie

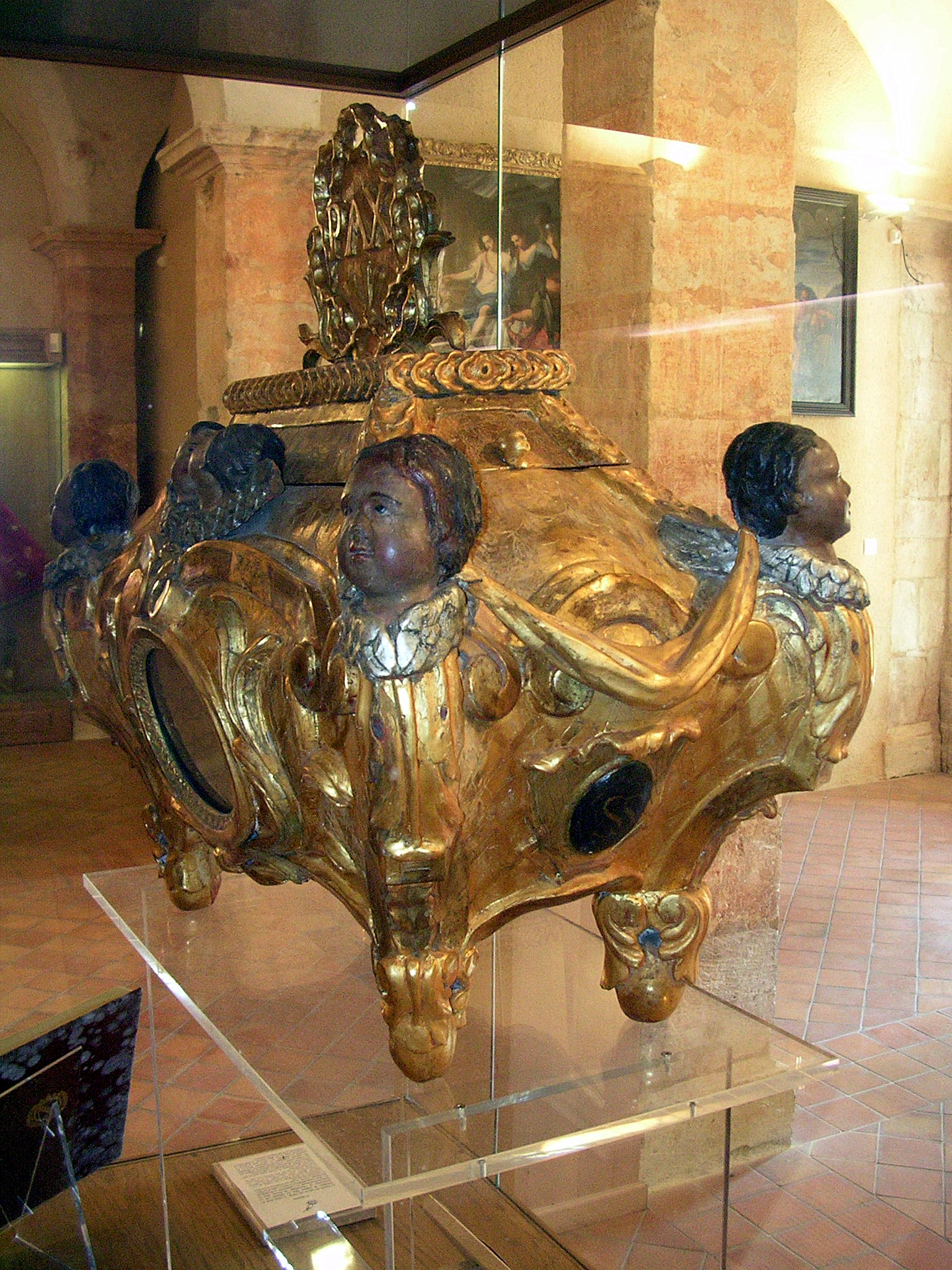
Reliquaire de saint Sever à l'abbaye de Saint-Sever
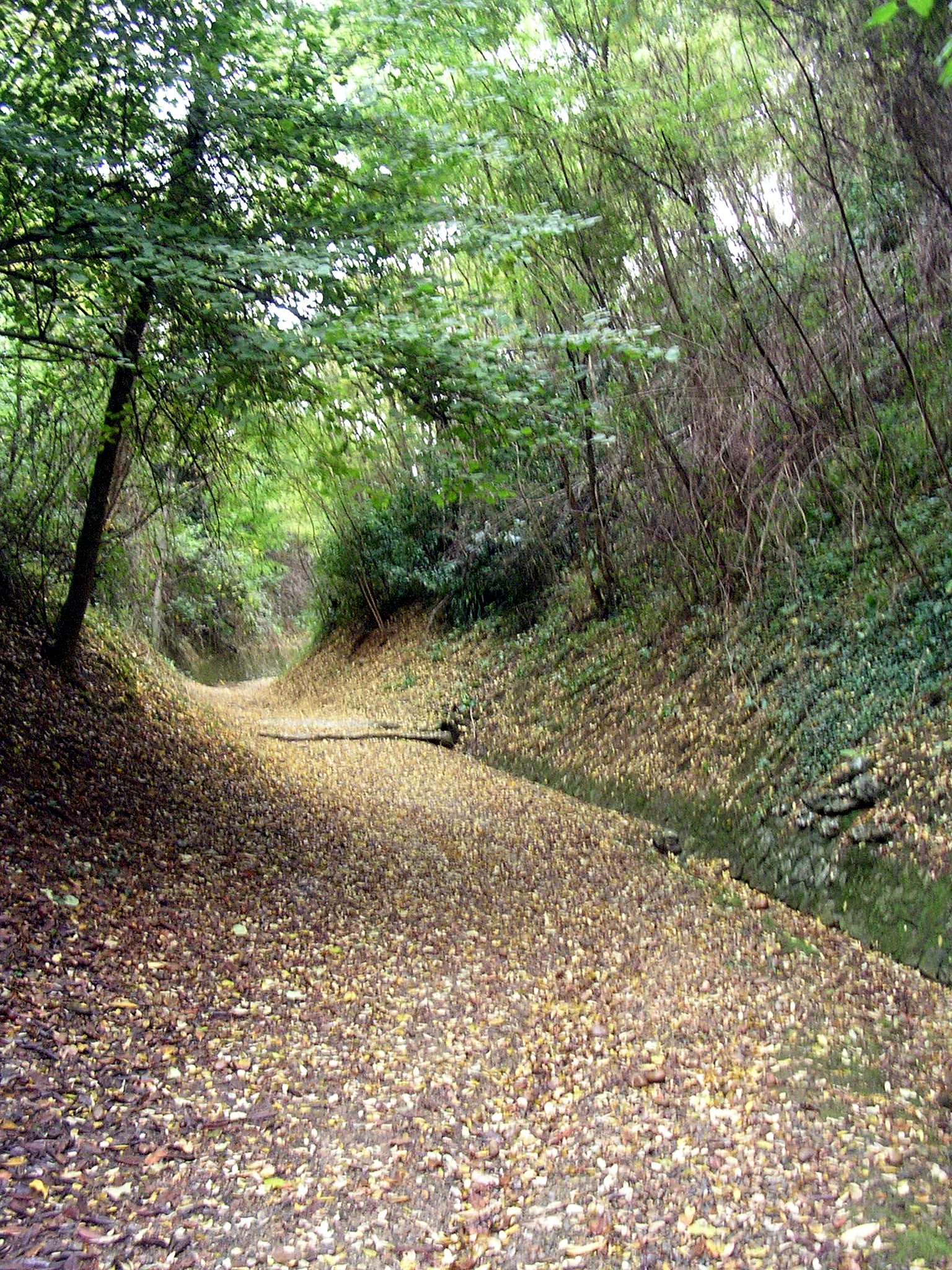
Côte de Brille, première voie d'accès à Saint-Sever. Lieu légendaire du martyre de saint Sever, elle est toujours fréquentée par les pèlerins de Saint-Jacques-de-Compostelle sur la voie Limousine[5].
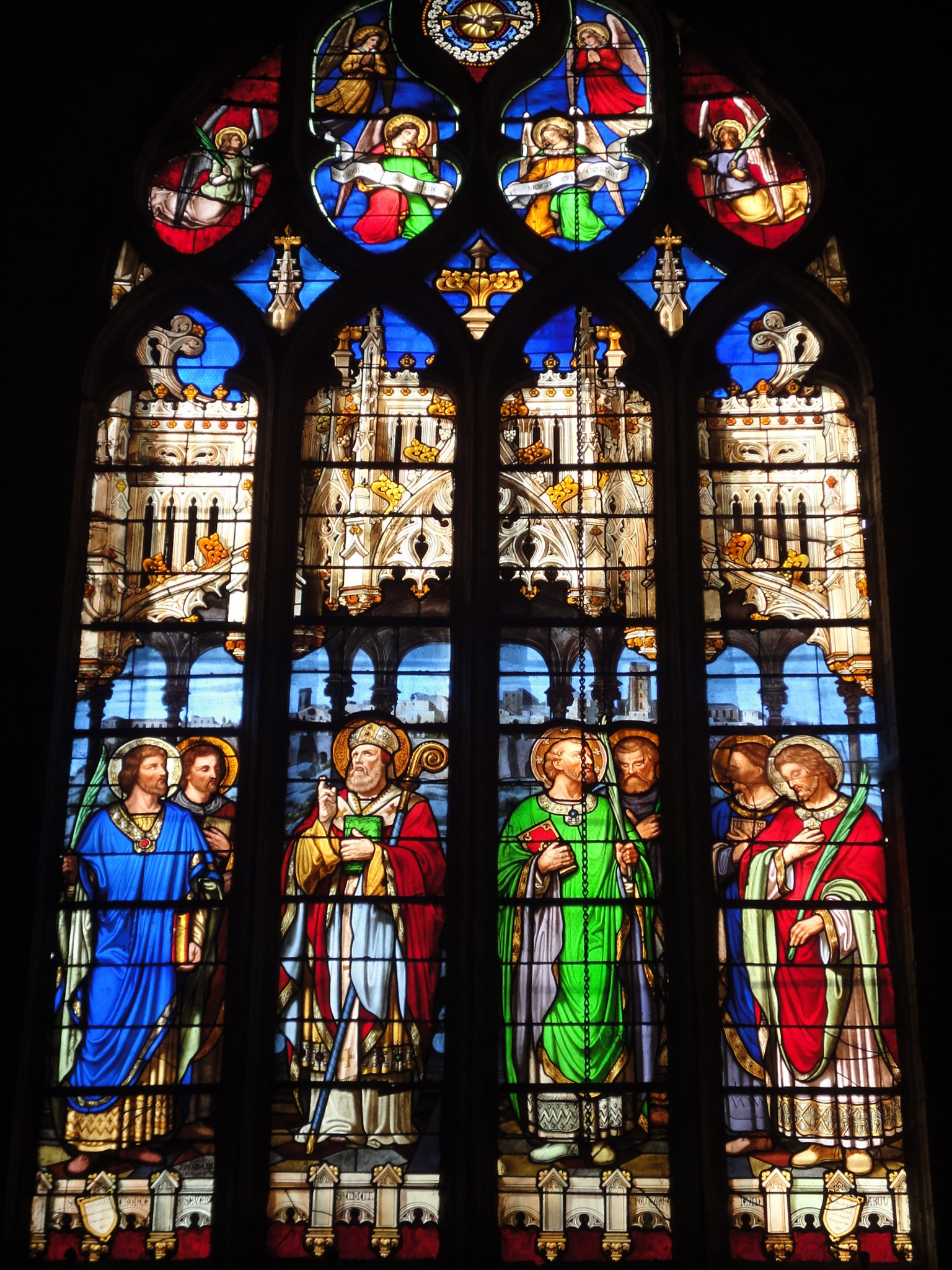
Vitrail de la cathédrale Saint-Gervais-Saint-Protais de Lectoure (XIXe siècle) représentant Géronce, Sever, Clair, Justin, Polycarpe, Jean et Babyle.
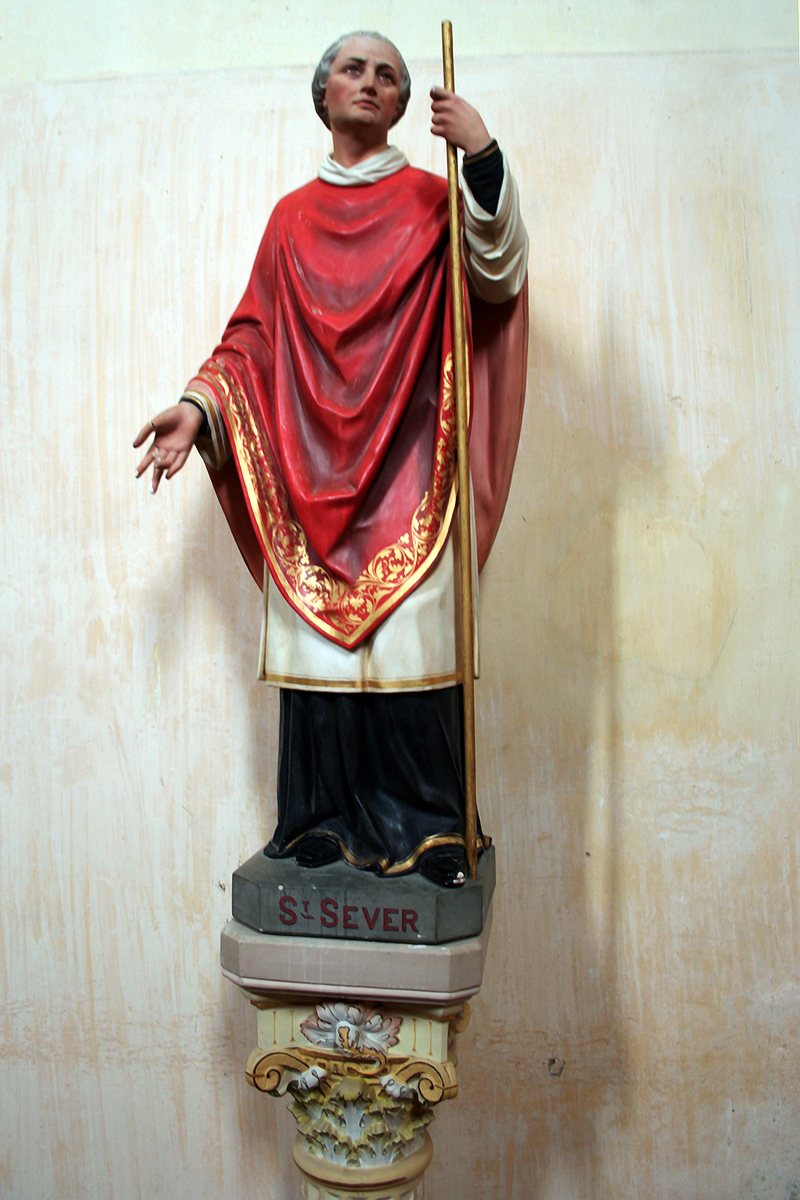
Statue polychrome de saint Sever à l'abbaye de Saint-Sever-de-Rustan